# Wigert Karlsson
Oskar Wigert Karlsson, född 21 april 1917 vid Stripa gruva i Guldsmedshyttans församling, Västmanlands län, död 27 mars 2003 i Kiruna, var en svensk socialdemokratisk kommunalpolitiker.
Karlsson, som var son till gruvarbetare Oskar Karlsson och Olga Andersson, flyttade tillsammans med föräldrarna till Kiruna 1927. Han studerade vid Kiruna praktiska ungdomsskola 1930–1934, anställdes vid LKAB 1934, blev skyddsingenjör där 1959 och var kommunalråd i Kiruna stad/kommun 1964–1978. Han blev ledamot av centrala byggnadskommittén 1962, ordförande i näringsnämnden 1963,  blev ledamot av stadsfullmäktige 1964 och var ordförande i drätselkammaren/kommunstyrelsen i Kiruna 1964–1978. Han blev styrelseledamot i AB Malmfältens Kraftverk 1962 och styrelsesuppleant i Kiruna arbetarekommun 1964.